# Флоренс Грифит Џојнер
Флоренс Долорес Грифит Џојнер, позната и као Фло-Џо (енгл. Florence Griffith-Joyner; Лос Анђелес, 21. децембар 1959 — Мишон Вијехо, Калифорнија, 21. септембар 1998) била је америчка атлетичарка.
Освојила је три златне и две сребрне олимпијске медаље, а још увек (2013. године) нису оборени њени светски рекорди на 100 и 200 метара. 
Атлетичар Ал Џојнер био је њен тренер и супруг, а његова сестра била је атлетичарка Џеки Џојнер-Керси.

## Спортска каријера
Флоренс Грифит Џојнер имала је релативно кратку, али муњевиту каријеру у којој је померила границе женског спринта. Посебно значајан био је резултат на 100 м 10,49 , остварен у четвртфиналу квалификација изборне трке за састав олимпијске екипе САД за Сеул 1988. године. Постоје сумње да је при постизању тог резултата ветар био јачи од дозвољеног, али и докази да је уређај баш за време те трке измерио дозвољену вредност. И сам Ал Џојнер је сматрао да је ветар био јачи од дозвољеног, али је светски рекорд ипак признат. Грифит Џојнерова никад ни пре ни касније није трчала тако брзо, а без помоћи ветра никад брже од 10,61.
На Олимпијским играма у Сеулу 1988. победила је са великом предношћу у тркама на 100 м (три десетинке предности пред другопласираном), а на 200 м са светским рекордом (четири десетинке испред другопласиране). Освојила је и две медаље у тркама штафета.

## Олимпијске медаље
- Лос Анђелес 1984.:
  - сребро на 200 м
- Сеул 1988.:
  - злато 100 м
  - злато 200 м
  - злато 4x100 м
  - сребро 4x400 м

## Рана смрт и контроверзе
Флоренс Грифит Џојнер умрла је у 39. години живота. Службена верзија смрти била је: гушење у сну услед можданог удара. Одмах су се појавиле сумње у службену верзију смрти. Тврдње да је прави узрок смрти био вишегодишње коришћење недозвољених и штетних препарата биле су засноване на изгледу Грифит Џојнерове током такмичарског периода (изражена мишићавост и готово мушка грађа) и по чињеници да је остварила невероватне помаке у резултатима у врло кратком времену и то као већ старија такмичарка.
Упркос индицијама, оптужбе о допингу никад нису биле доказане.